# Henryk Antosiak
Henryk Antosiak (ur. 17 stycznia 1946 w Topoli Szlacheckiej) – polski działacz państwowy, wojewoda sieradzki (1986–1989), wiceminister rolnictwa i gospodarki żywnościowej (1989–1992).

## Życiorys
Ukończył studia w Wyższej Szkole Rolniczej w Olsztynie. Od 1973 pracował na różnych stanowiskach w administracji powiatu i województwa sieradzkiego. Sprawował m.in. funkcję wiceprezesa Wojewódzkiego Zarządu Gminnych Spółdzielni (WZGS) w Sieradzu. Działał w Zjednoczonym Stronnictwie Ludowym, był członkiem Prezydium Głównej Komisji Rewizyjnej. Z ramienia stronnictwa pełnił funkcję wiceprzewodniczącego Rady Wojewódzkiej Patriotycznego Ruchu Odrodzenia Narodowego. Członek Rady Krajowej PRON w 1983 roku.
W listopadzie 1986 został powołany na stanowisko wojewody sieradzkiego z ramienia ZSL. W 1989 został powołany na stanowiska podsekretarza stanu w Ministerstwie Rolnictwa i Gospodarki Żywnościowej (1989–1992). W okresie rządów koalicji SLD-PSL został wiceprezesem Agencji Własności Rolnej Skarbu Państwa, a następnie prezesem Agencji Restrukturyzacji i Modernizacji Rolnictwa. Po przegranych przez PSL wyborach w 1997 pracował w BGŻ, m.in. jako jego wiceprezes oraz dyrektor oddziału podlaskiego.